# Media (flamenco)
La Media è un palo flamenco, stile musicale di cante e ballo spagnolo.
Si tratta di un cante con copla di cinque versi ottonari con rima consonante, che durante il cante si è soliti convertire in sei per la ripetizione di uno dei primi due. Appartiene insieme alla granaína al gruppo dei cantes de Levante. La sua creazione si attribuisce ad Antonio Chacón.